# Cecil Konijnendijk
Cecil Konijnendijk   (Maurik, 1970) és un investigador, educador, assessor i escriptor neerlandès que treballa en els camps de la silvicultura urbana i l'exteriorisme. Codirigeix el Nature Based Solutions Institute i és professor honorari a la facultat de silvicultura de la Universitat de la Colúmbia Britànica. Ha assessorat organitzacions internacionals com la FAO, la Comissió Econòmica de les Nacions Unides per a Europa i el Consell Nòrdic de Ministres sobre les seves activitats forestals urbanes.

## Trajectòria
Cecil Konijnendijk va néixer a Maurik i va créixer al poble d'Abbenbroek. Va estudiar silvicultura a la Universitat de Wageningen i va obtenir el títol de doctor en economia agrària i forestal per la Universitat de Finlàndia Oriental. Va continuar la seva carrera acadèmica a Dinamarca, Suècia, Canadà i Espanya, abans de tornar als Països Baixos el 2022.
Encara que es va formar com a enginyer forestal, Konijnendijk es va embarcar en una carrera en el camp interdisciplinari de la silvicultura urbana. Durant gran part de la seva carrera com a investigador i educador, ha treballat als departaments d'arquitectura i planificació del paisatge, inclosos tres anys com a cap del departament de paisatge de la Universitat Sueca de Ciències Agrícoles.
Ha estat professor titular o visitant a la Universitat de Copenhaguen, a la Universitat de Hong Kong i a diverses universitats xineses. El 2020 va cofundar el Nature Based Solutions Institute, un grup de reflexió per a la ecologització basada en l'evidència de les ciutats d'arreu del món.

## Recerca
Konijnendijk va ajudar a crear una xarxa d'investigadors europeus en el camp de la silvicultura urbana, i ha estat un impulsor clau del Fòrum Europeu sobre Silvicultura Urbana, una plataforma per a professionals i investigadors per a l'intercanvi d'idees i experiències.
L'any 2002 va cofundar la revista científica Urban Forestry & Urban Greening, de la qual va exercir com a redactor en cap durant 18 anys. Des del 2021 és redactor en cap d'una altra revista, Arboriculture and Urban Forestry.
El febrer de 2021 Konijnendijk va proposar una nova guia per a l'ecologització de les ciutats basada en la regla 3:30:300. La norma posa l'accent en la importància de poder veure com a mínim 3 arbres des de casa, cal mantenir, com a mínim, un 30% de cobertura forestal en el conjunt de la ciutat per millorar el microclima, que influeix en la salut física i mental, redueix la contaminació i aporta una sensació de frescor, i demana viure a una distància màxima de 300 metres d'un espai verd. Des de llavors, la proposta ha trobat una àmplia aplicació a ciutats i pobles d'arreu del món.